# XIa (película)
XIa es una película de comedia dramática búlgara de 2015 dirigida por Georgi D. Kostov (en su debut como director) y escrito por Nikolay Kolev. Protagonizada por Yana Marinova, Nikolai Sotirov y Bashar Rahal.

## Sinopsis
Lina es una excompetidora de baile deportivo que comienza a trabajar como profesora de literatura en una escuela secundaria metropolitana de élite. Sin embargo, ella se meterá en guerra con los alumnos de clase alta, en especial con Simona y Natalia, quienes van a la escuela principalmente por el placer de hacer la vida imposible a sus pobres maestros.

## Reparto
Los actores que participaron en esta película son:
- Yana Marinova como Lina
- Nikolai Sotirov como Asen Petrov
- Bashar Rahal como Iván
- Ralitsa Paskaleva como Simona
- Boris Kashev como Biser
- Ioan Lov como Valery
- Veselin Troyanov como Ignat
- Boyka Velkova
- Stanislav Yanevski
- Daria Simeonova

## Lanzamiento
Tuvo su estreno mundial el 8 de octubre de 2015 en el Festival de Cine Golden Rose. Se estrenó comercialmente el 29 de enero de 2016 en cines búlgaros.

## Premios y nominaciones
| Año  | Premios                                   | Categoría    | Recipiente         | Resultado                     | Ref.  |
| ---- | ----------------------------------------- | ------------ | ------------------ | ----------------------------- | ----- |
| 2016 | Premio de la Academia de Cine de Bulgaria | Mejor actriz | Yana Marinova      | Nominada                      | [ 8 ] |
| 2016 | Premio de la Academia de Cine de Bulgaria | Mejor sonido | Svetlosar Georgiev | Ganador (empate con "Losers") | [ 8 ] |

## Secuela
El 15 de septiembre de 2017 se estrenó una continuación titulada XIIa esta vez protagonizada por Radina Kardzhilova.